# Kalinowski-Beutelratte

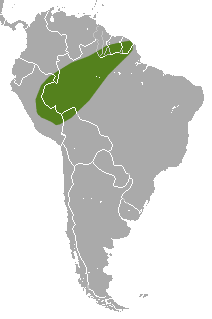
Verbreitungskarte von Hyladelphys kalinowskii

Die Kalinowski-Beutelratte (Hyladelphys kalinowskii) ist eine Beutelrattenart, die in den drei Guayanas, im brasilianischen Amazonasgebiet, im Osten von Peru und möglicherweise auch im Südosten von Kolumbien (Umgebung von Leticia) und im Norden von Bolivien vorkommt.

## Beschreibung
Die Art erreicht eine Kopfrumpflänge von 75 bis 95 Millimetern, eine Schwanzlänge von 102 bis 117 Millimetern und ein Gewicht von 10 bis 20 Gramm, zählt also zu den kleinsten Beutelratten. Als einziger Vertreter ihrer Familie hat sie eine gerade Anzahl Zitzen (vier), die Ohren sind orangefarben, lang, unbehaart und dünn, die Augen sehr groß. Das Fell auf Rücken und Kopfoberseite ist rötlich-braun, wobei die Basen der Haare grau sind. Die Wangen sind weißlich, die Augen sind von breiten dunklen Ringen umgeben, die sich nach vorn zur Nase und nach hinten zur Ohrbasis erstrecken. Die Unterseite des Körpers ist weiß bis cremefarben. Der Schwanz ist unbehaart und einfarbig braun gefärbt. Die Pfoten sind orange. Die Weibchen haben keinen Beutel.

## Lebensraum und Lebensweise
Die Kalinowski-Beutelratte lebt in Tieflandregenwäldern. Sie ist wahrscheinlich nachtaktiv und lebt sowohl auf dem Erdboden als auch kletternd in Sträuchern. Über ihre sonstige Lebensweise, ihre Ernährung, ihre Aktivitätsmuster und Brutbiologie ist bisher nichts bekannt.

## Systematik
Die Kalinowski-Beutelratte wurde 1992 durch den US-amerikanischen Mammalogen Philip Hershkovitz wissenschaftlich beschrieben, nach Celestino Kalinowski benannt, der den Holotyp in der Nähe von Cuzco fand, und zunächst in die Gattung Gracilinanus eingeordnet. 2001 wurde sie von R. S. Voss, D. P. Lunde und N. B. Simmons als eine neue Gattung, Hyladelphys beschrieben. Sie unterscheidet sich genetisch deutlich von allen anderen Beutelratten, aber auch Exemplare der Kalinowski-Beutelratte, die in Peru und Französisch-Guyana gesammelt wurden, unterscheiden sich so stark, dass sich unter der Bezeichnung Hyladelphys kalinowskii möglicherweise drei kryptische Arten verbergen.

## Gefährdung
Die Kalinowski-Beutelratte wird wegen ihres großen Verbreitungsgebietes von der IUCN als ungefährdet eingestuft.